# Rosario
Rosario je největší město provincie Santa Fe v Argentině. Nachází se 300 kilometrů severozápadně od Buenos Aires, na západním břehu řeky Paraná. V roce 2008 zde žilo 1 025 000 obyvatel.
Rosario je hlavní město regionu Rosario a nachází se u nejdůležitějšího průmyslového koridoru v Argentině. S okolními městy a předměstími tvoří metropolitní oblast Gran Rosario, s 1 350 000 obyvateli.
Ve městě se nachází největší železniční terminál a přístavní centrum v celé severní Argentině. K městu se lodě dostávají po řece Paraná, kde se nachází přibližně 10 metrů hluboký přístavní port. V roce 2003 byl otevřen most Rosario-Victoria, který spojuje Rosario s městem Victoria přes deltu řeky Paraná.
Patronkou města je Panna Rosaria, jejíž svátek se zde slaví 7. října.
Asteroid 14812 Rosario byl pojmenován na počest města.

## Historie
Dlouhodobé osídlení oblasti dnešního Rosaria začalo v 17. století. Prvním vlastníkem půdy se stal Luis Romero de Pineda a první oficiální založení koloniálního sídla bylo zahájeno Santiagem de Montenegro, který byl roku 1751 zvolen starostou.
Konkrétní datum založení se však nedochovalo. Město se v 18. století rozvíjelo pouze pozvolna z malé osady postavené kolem kapličky Panny z Rosaria, odkud také město získalo svoje město (rosario je totiž španělsky růženec). Roku 1811 byl severně od dnešního města založen vojenský oddíl, ve kterém o rok později generál Manuel Belgrano poprvé vytáhl na žerď vlajku Argentiny. Na tuto událost dodnes upomíná velký pomník v centru města.
Město začalo poprvé rychle růst až v 19. století, obzvláště od roku 1880, kdy bylo Evropanům ulehčeno stěhování do Argentiny, což znamenalo příchod několika stovek tisíc lidí do Rosaria. Na konci 19. století mělo Rosario již osmipatrové obilnice, 3 slévárny, 5 pil s vodním pohonem, 5 parních mlýnů na obilí, 4 koželužny, 3 pivovary, 5 tiskáren, jednu cihelnu, továrnu na elektrotechnické výrobky  a výrobnu marmelád. Existovalo zde tehdy 5 klubů. V roce 1887 při sčítání zde žilo 50 914 obyvatel.

## Sport
Sídlí zde fotbalové kluby Newell's Old Boys a Rosario Central.

## Významní rodáci
- Antonio Berni (1905–1981), argentinský malíř a kolážista
- Livio Dante Porta (1922–2003), konstruktér lokomotiv
- Che Guevara (1928–1967), kubánsko-argentinský marxistický revolucionář, politik a lékař
- Gato Barbieri (1932–2016), argentinský jazzový saxofonista
- Alberto Olmedo (1933–1988), argentinský komik a herec
- César Luis Menotti (* 1938), bývalý argentinský fotbalista a trenér
- Marcelo Bielsa (* 1955), argentinský profesionální fotbalový trenér
- Gerardo Martino (* 1961), argentinský fotbalový trenér
- José Cura (* 1962), argentinský operní pěvec, tenorista
- Luciana Aymarová (* 1977), bývalá argentinská pozemní hokejistka
- Maxi Rodríguez (* 1981), bývalý argentinský fotbalista
- Lionel Messi (* 1987), argentinský reprezentační fotbalista, osminásobný držitel ceny Zlatý míč
- Ángel Di María (* 1988), argentinský profesionální fotbalista
- Juan Imhoff (* 1988), argentinský ragbista
- Mauro Icardi (* 1993), argentinský profesionální fotbalista
- Ángel Correa (* 1995), argentinský profesionální fotbalista
- Giovani Lo Celso (* 1996), argentinský profesionální fotbalista

## Partnerská města
- Alessandria, Itálie, 1988
- Asunción, Paraguay, 1993
- Barcelona, Španělsko
- Barquisimeto, Venezuela, 2009
- Bilbao, Španělsko, 1988
- Caracas, Venezuela, 1998
- Concepción, Chile
- Dakar, Senegal, 1998
- Haifa, Izrael, 1988
- Imperia, Itálie
- Manizales, Kolumbie, 1998
- Monterrey, Mexiko, 1993
- Montevideo, Uruguay, 1998
- Oppido Lucano, Itálie, 2009
- Pireus, Řecko, 1993
- Pisco, Peru, 1986
- Porto Alegre, Brazílie, 1994
- Santa Cruz de la Sierra, Bolívie, 1998
- Santiago de Cuba, Kuba, 1993
- Santo Domingo, Dominikánská republika, 1998
- Šanghaj, Čína, 1997
- Toulouse, Francie, 2008
- Valparaíso, Chile, 1994
- Zahlé, Libanon